# カクテルパーティー効果
カクテルパーティー効果（カクテルパーティーこうか、英語: cocktail-party effect）とは、音声の選択的聴取 (selective listening to speech)のことで、選択的注意 (selective attention) の代表例である。1953年に心理学者のコリン・チェリー (Cherry) によって提唱された。カクテルパーティー現象ともいう。
カクテルパーティーのように、たくさんの人がそれぞれに雑談しているなかでも、自分が興味のある人の会話、自分の名前などは、自然と聞き取ることができる。このように、人間は音を処理して必要な情報だけを再構築していると考えられる。この機能は音源の位置、音源毎に異なる声の基本周波数の差があることによって達成されると考えられる。つまり、このような音源位置の差や基本周波数の差をなくした状態で、複数の人の音声を呈示すると、聞き取りは非常に難しくなる。
その一方で、人間はトップ・ダウンな情報も動員して聞き出しをしている側面もある。聞きたい人の声の特徴や、その人が話すであろう会話の内容や口癖などについては、実際にはその音声が確実に存在しているというボトム・アップな証拠がないような場合でも「聞こえたつもり」に感じることができる。また、実際のカクテルパーティーのような状況では、話し手を視覚的に確認することができることによって、その人の口の動きなどから得る情報で、聞こえを補っている可能性も否定できない。
それは、聞きとれない音も補完したり、また、聞こえた音の中でも、都合のよい音が、脳に伝達されると、考えられる。
さらに音楽においても、オーケストラの演奏などにおいて、複数の楽器がそれぞれ別のメロディを奏でている時にも、特定の楽器のメロディだけを追って聞くことができるのも、同じ効果である。

## 理論
- ブロードベント（英語版）の注意フィルター説
- トレイスマン（英語版）の減衰器説
- ダニエル・カーネマンの限界容量説

## 応用
カクテルパーティー効果は、工学的にはブラインド信号源分離の問題である。
音響工学においては、様々な音圧レベルの複数の入力音の存在する状況下で、より低い音圧レベルの音源をより鮮明に抽出する問題と捉え、システム開発が行われている。
現在、独立成分分析にカオス理論を応用した通信システムが開発されつつあり、従来と比べ、50倍程の通信速度が確保できるということである。

## 持たない者
片耳が難聴である人間は両耳聴効果を得られないため、カクテルパーティー効果が働きにくい(当然片耳が失聴状態であるとカクテルパーティー効果は働かない)。
発達障害を抱える人には感覚過敏を伴う者が多く、とりわけ聴覚過敏があるとカクテルパーティー効果が弱かったり、働かなかったりする。発達障害者の中でも特に自閉症スペクトラム障害(ASD)に該当する者は聴覚過敏が強い傾向があり、雑音を遮断する脳機能を持っていないために選択的聴取が全く出来ず、騒音下での聴き取りが著しく困難な場合がある。